# Holotrichia kwatungensis
Holotrichia kwatungensis är en skalbaggsart som beskrevs av Zhang 1965. Holotrichia kwatungensis ingår i släktet Holotrichia och familjen Melolonthidae. Inga underarter finns listade i Catalogue of Life.